# 栗原寿
栗原 寿（くりはら ひさし、1985年7月24日 - ）は、日本の男性ドラマー。
スリーピースロックバンド・back numberのメンバーである。群馬県伊勢崎市出身。血液型はA型。身長170cm。妻は女優の川村ゆきえ。

## 来歴
群馬県立伊勢崎工業高等学校電気科出身であり第二種電気工事士、危険物乙種4・5・6類の資格を持っている。
2019年11月22日、女優の川村ゆきえと結婚した。
2021年11月20日、妻の川村ゆきえが栗原との間に第一子が誕生したことをTwitterで報告。栗原自身もback numberの「one room blog」で子供の誕生を報告した。

## 人物
- 弟と妹がおり、長男である。弟には「あんちゃん」と呼ばれており、実家に帰った際には一緒に風呂に入ることもある。
- back numberの中では1番年下である（清水と小島は栗原の1つ年上）。同バンドに加入する前は清水の好きな女の子を奪っていった男性が組むバンドのメンバーだった[2]。
- 清水には「依与吏さん」と言い、同じく一つ年上で、高校の先輩である小島には「和也君」と言う。好きな食べ物は大和いもである。
- back numberのオールナイトニッポン内限定ユニットバイマメンのボーカリスト
- 非常に涙もろく、「はじめてのおつかい」を観るだけでも泣いてしまう。また、清水の書く歌詞に感情移入して泣くこともある[3]。憧れのドラマーは玉田豊夢。
- 高校時代、一瞬だけ吹奏楽部にも所属していた。野球部の応援のブラスバンドで人数が足りず部長が知り合いだったため急遽借り出されることになった。楽器が特に何かできるわけではなかったがサックスの「ファ」の音だけ初めから吹けたため、演奏時には「ファ」の音だけ吹いていた。
- ピアノを習っていたこともあるが、歌があまり得意ではなく、｢魔界の音程｣の持ち主である。
- バンドマンになる前は介護福祉士として働いていた。ツアーをする際、バンドで活動するのをやめて仕事一本で行くと母親と相談して決めた。しかしその次の朝、真新しいノートに母親の詩が書いてあるのを読み、結果バンドの道を選んだ。なお、彼の母親は清水の書く歌詞を大変気に入っている[2]。
- 栗原寿ファンは通称「ヒサシスト」と呼ばれている。

## 使用機材
Vic Firthのドラムスティックを使っている。 2024年2月19日にLERNIのH-140KWを使っていると回答している。